# 均如
均如（キュニョ、균여、923年 - 973年）は、高麗初期の僧。新羅以来、南北に別れていた華厳宗の系統を統合した。俗姓は辺、本貫は黄州辺氏。

## 人物
黄海道黄州出身。義湘が開創した北地の浮石寺に住した希郎の門下と、観恵が高麗王の支援を得て盛んになった南岳智異山の門下が激しく対立していたため、両者の和解を調停し、国王の光宗が松岳帰法寺を建てた際に迎えられた。

## 著作
智儼について『捜玄方軌記』、『孔目章記』、『五十要問答記』、法蔵について『探玄記釈』、『教分記釈』、『旨帰章記』、『三宝章記』、義湘について『一乗法界図円通記』、『十句章記』、『入法界品抄記』など、先人の著作に関する多くの注釈を著し、また教化の手段として、郷歌を重視し、『普賢十願歌』などを作った。